# Dafna Rechter

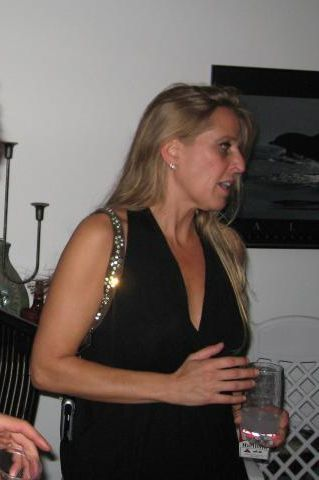
Dafna Rechter, 2007

Dafna Rechter (* 15. Juli 1965) ist eine israelische Schauspielerin.

## Leben
Rechter ist die Tochter der Schauspielerin Hanna Maron und des Architekten Yaakov Rechter. Sie besuchte die Schauspielschule „Beit Zvi“.
1984 gab sie ihr Fernseh-Debüt in der Sitcom „Krovim Krovim“.
1991 spielte sie in dem Film „Beyond the Sea“, der zwei in Israel lebende Holocaust-Überlebende behandelt, wofür sie mit dem Ophir Award als beste Hauptdarstellerin geehrt wurde. In Deutschland lief der Film unter dem Titel „Over the Ocean“, im hebräischen Original heißt er „Me'ever Layam“.
1998 spielte sie zusammen mit Sharon Alexander im Film „Kesher Ir“, international unter dem Titel „Urban Feel“ bekannt. Für ihre Rolle wurde sie zum zweiten Mal mit dem Ophir Award geehrt.
Im Jahr 2002 spielte sie in „Pituy“, einem Film nach der Buchvorlage von Ram Oren.

## Auszeichnungen

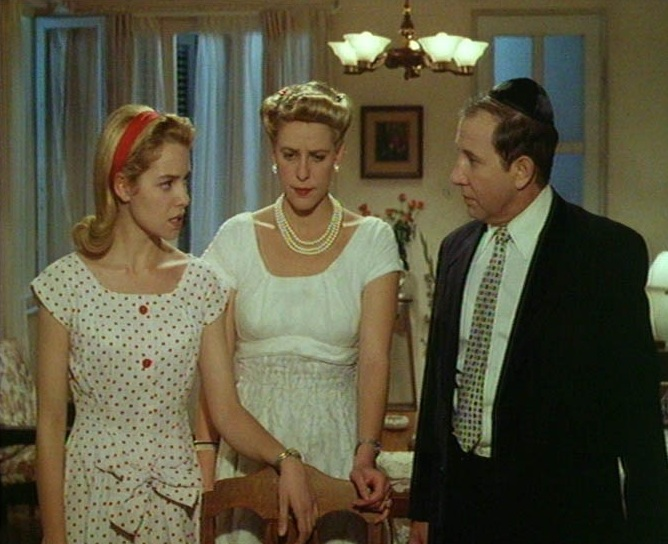
Dafna Rechter im Film „Over the ocean“

- 1991 Ophir Award als beste Hauptdarstellerin
- 1998 Ophir Award als beste Hauptdarstellerin